# Пол Скофийлд
Дейвид Пол Скофийлд (на английски: David Paul Scofield) е британски филмов и театрален актьор, роден през 1922 година, починал през 2008 година.

## Биография
Още с дебюта си в киното през 1955 година, Скофийлд прави впечатление с големите си актьорски способности, печелейки награда БАФТА в категорията за дебют, за изпълнението си във филма „Тази дама“. Впоследствие, името му блести в поредица класически произведения като: „Влакът“ (1964), Крал Лир (1971), Деликатен баланс (1973), Хенри V (1989), Телевизионно състезание (1994), Изпитанието (1996) и най-вече кинопродукцията Човек на всички времена (1966), където изпълнението на Скофийлд в ролята на сър Томас Мор е отличено с награди „Оскар“, „Златен глобус“ и „Бафта“ в категорията за „Най-добра главна мъжка роля“. През 1962 година, за изпълнението на същата роля, този път в постановка на Бродуей, Пол Скофийлд е удостоен с престижната театрална награда „Тони“.

## Избрана филмография
| Година | Филм                    | Оригинално заглавие   | Роля                     | Режисьор           |
| ------ | ----------------------- | --------------------- | ------------------------ | ------------------ |
| 1955   | Тази дама               | That Lady             | крал Филип II Испански   | Терънс Йънг        |
| 1964   | Влакът                  | The Train             | полк. Фон Валдхайм       | Джон Франкенхаймър |
| 1966   | Човек на всички времена | A Man for All Seasons | сър Томас Мор            | Фред Зинеман       |
| 1971   | Крал Лир                | King Lear             | Крал Лир                 | Питър Брук         |
| 1973   | Деликатен баланс        | A Delicate Balance    | Тобиас                   | Тони Ричардсън     |
| 1989   | Хенри V                 | Henry V               | Шарл VI, крал на Франция | Кенет Брана        |
| 1994   | Телевизионно състезание | Quiz Show             | Марк ван Дорън           | Робърт Редфорд     |
| 1996   | Изпитанието             | The Crucible          | съдия Томас Данфорд      | Николас Хайтнър    |